# Siemaszkoa ptenidii
Siemaszkoa ptenidii är en svampart som först beskrevs av Scheloske, och fick sitt nu gällande namn av I.I. Tav. & T. Majewski 1976. Siemaszkoa ptenidii ingår i släktet Siemaszkoa och familjen Laboulbeniaceae.   Inga underarter finns listade i Catalogue of Life.